# Finlande au Concours Eurovision de la chanson 1963
La Finlande a participé au Concours Eurovision de la chanson 1963 à Londres. C'est la 3e participation de la Finlande au Concours Eurovision de la chanson.
Le pays est représenté par la chanteuse Laila Halme et la chanson Muistojeni laulu, sélectionnées par Yleisradio (YLE) au moyen d'une finale nationale.

## Sélection

### Euroviisut 1963
Le radiodiffuseur finlandais Yleisradio (YLE) organise l'édition 1963 de la finale nationale Euroviisut afin de sélectionner l'artiste et la chanson représentant la Finlande au Concours Eurovision de la chanson 1963.
La finale nationale finlandaise, présentée par Aarno Walli, Erkki-Mikael, Risto Vanari et Marion Rung, a lieu le 14 février 1963 aux studios YLE d'Helsinki.

#### Finale
Huit chansons ont participé à cette sélection et sont toutes interprétées en finnois, langue officielle de la Finlande. Chacune des chansons est interprétée à deux reprises par un artiste différent, la première avec un petit orchestre et la deuxième avec un grand orchestre.
| Ordre | 1er interprète         | 2e interprète       | Chanson            | Traduction                  | Points | Place |
| ----- | ---------------------- | ------------------- | ------------------ | --------------------------- | ------ | ----- |
| 1     | Tuulevi Mattila (fi)   | Erkki Liikanen (fi) | Pimpula vei        | –                           | 272    | 6     |
| 2     | Marjatta Leppänen (fi) | Irmeli Mäkelä (fi)  | Muistojeni laulu   | La chanson de mes souvenirs | 331    | 1     |
| 3     | Maynie Sirén (fi)      | Tapio Lahtinen (fi) | Malaga             | –                           | 269    | 7     |
| 4     | Stig Fransman (fi)     | Pärre Förars (fi)   | Niinkuin ruusu     | Comme une rose              | 258    | 8     |
| 5     | Johnny Forsell (fi)    | Lasse Mårtenson     | Kaikessa soi blues | Tout sonne comme le blues   | 315    | 2     |
| 6     | Tamara Lund            | Laila Halme         | Olen mikä olen     | Je suis ce que je suis      | 298    | 3     |
| 7     | Matti Heinivaho (fi)   | Lasse Liemola (fi)  | Kristiina ja minä  | Christine et moi            | 276    | 5     |
| 8     | Rauni Pekkala (fi)     | Seija Lampila (fi)  | Marraskuu          | Novembre                    | 279    | 4     |

Lors de cette sélection, c'est la chanson Muistojeni laulu, interprétée par Irmeli Mäkelä (fi), qui fut choisie avec George de Godzinsky comme chef d'orchestre. Laila Halme, qui avait initialement terminé en troisième place à la finale nationale, a remplacé la chanteuse Irmeli Mäkelä à l'Eurovision pour des raisons inconnues.

## À l'Eurovision
Chaque jury national attribue un à cinq points à ses cinq chansons préférées.

### Points attribués par la Finlande
| 5 points | Danemark    |
| 4 points | Autriche    |
| 3 points | Royaume-Uni |
| 2 points | Italie      |
| 1 point  | Luxembourg  |

Laila Halme interprète Muistojeni laulu en 7e position lors de la soirée du concours, suivant l'Italie et précédant le Danemark, qui remportera par la suite le concours.
Au terme du vote final, la Finlande termine 13e et dernière — à égalité avec la Norvège, les Pays-Bas et la Suède —, n'ayant reçu aucun point,.